# Heurodes
Heurodes là một chi nhện trong họ Araneidae được mô tả lần đầu tiên bởi Eugen von Keyserling năm 1886.